# Shakuru Patera
La Shakuru Patera è una struttura geologica della superficie di Io.